# Stereospermum fimbriatum
Espèce
Stereospermum fimbriatum est une espèce de plantes à fleurs de la famille des Bignoniaceae. C'est un arbre originaire d'Asie du Sud-Est.

## Nom vernaculaire
- Malais: Chicha, Chacha, ou Chechar.

## Description
- Arbre atteignant 27 m de haut, et dont le tronc peut atteindre 150 cm de diamètre.
- Écorce gris clair fissurée et écailleuse.
- Feuilles pennées avec 4 à 6 paires de folioles elliptiques oblongs (dimension: de 3 × 8 à 8 × 20 centimètres)
- Inflorescence en panicules de fleurs en entonnoir atteignant 7 centimètres de large.

## Répartition
On trouve la plante dans les forêts de basse altitude de Birmanie, Thaïlande, Malaisie péninsulaire et du Laos. On le retrouve aussi dans les villages et les côtes rocheuses des îles Langkawi.